# InterRail
 Der er for få eller ingen kildehenvisninger i denne artikel, hvilket er et problem. Du kan hjælpe ved at angive troværdige kilder til de påstande, som fremføres i artiklen.

InterRail er en rejseform, hvor den rejsende rejser med tog mellem europæiske destinationer. InterRail-konceptet bygger på at den rejsende har fri adgang til togtransport i Europa med sit InterRail-pass. Takket være denne rejseform er det muligt at komme langt billigere rundt i Europa end ellers. Derfor er InterRail også særligt populært blandt unge rejsende. 
Interrailers bor typisk på diverse billige hostels i løbet af deres rejser, hvor de møder andre rejsende (eventuelt andre interrailers) og socialiserer. Der findes mange InterRail-fællesskaber rundt omkring i Europa og på Internettet.
InterRail har eksisteret siden 1972, og Danmark har altid været en del af InterRail-programmet. I løbet af årene er populariteten både faldet og steget, men blandt unge er det stadig særdeles populært i dag.[kilde mangler]
Der findes flere forskellige typer af InterRail-passes og de gælder også i forskellige længder. Det mest almindelige valg er at anskaffe sig et såkaldt Global Pass, der gælder i en måned. På den måde kan man rejse hele Europa rundt i 30 dage. En anden mulighed er at købe et InterRail-pass, der kun gælder i et enkelt land, eller i en hel region, såsom Benelux-landene.

## Lande
I følgende europæiske lande er et InterRail-pass gyldigt:
- Belgien
- Bosnien og Herzegovina
- Bulgarien
- Danmark
- Finland
- Frankrig
- Grækenland
- Holland
- Irland
- Italien
- Kroatien
- Luxembourg
- Makedonien
- Montenegro
- Norge
- Polen
- Portugal
- Rumænien
- Schweiz
- Serbien
- Slovakiet
- Slovenien
- Spanien
- Storbritannien
- Sverige
- Tjekkiet
- Tyrkiet
- Tyskland
- Ungarn
- Østrig